# Kabelrand
De kabelrand is de rand van een munt met een kabelmotief. Een voorbeeld van een munt met een kabelrand was het Nederlandse vijfje.